# Juan Billon
Juan Billon war ein französischer Fußballspieler, der als Mittelstürmer agierte. 
Billon kam als Jugendlicher nach Mexiko, wo er in Guadalajara lebte. Nach den Aufzeichnungen von Gabriel Orozco, einem Sohn des Gründungsmitglieds Gregorio Orozco des Club Deportivo Guadalajara, gehörte Billon zu den Gründungsmitgliedern des Vereins, als dieser 1906 unter dem Namen Club Unión ins Leben gerufen wurde.
Später war Billon als Spieler für den Verein in der Liga de Occidental aktiv und bestritt unter anderem einen zu Jahresbeginn 1921 ausgetragenen Clásico Tapatío gegen den Club Atlas, dem Hauptrivalen im Fútbol Tapatío. Im Jahr 1928 fungierte Billon als Präsident des Club Deportivo Guadalajara.